# Liste der Monuments historiques in Val-du-Layon
Die Liste der Monuments historiques in Val-du-Layon führt die Monuments historiques in der französischen Gemeinde Val-du-Layon auf.

## Liste der Bauwerke
| Bezeichnung                 | Beschreibung                            | Standort                                             | Kennzeichnung | Schutzstatus | Datum | Bild           |
| --------------------------- | --------------------------------------- | ---------------------------------------------------- | ------------- | ------------ | ----- | -------------- |
| Manoir de la Fresnaye       | Herrenhaus, erbaut im 16. Jahrhundert   | Saint-Aubin-de-Luigné (Lage)                         | PA00109252    | Inscrit      | 1986  |                |
| Château de la Haute-Guerche | Burg, erbaut ab dem 13. Jahrhundert     | Saint-Aubin-de-Luigné (Lage)                         | PA00109251    | Inscrit      | 1971  | weitere Bilder |
| Pfarrhaus                   | Erbaut im 16. Jahrhundert; heute Mairie | Saint-Aubin-de-Luigné, 6 rue Jean de Pontoise (Lage) | PA00109253    | Classé       | 1964  |                |

## Liste der Objekte
- Monuments historiques (Objekte) in Saint-Aubin-de-Luigné in der Base Palissy des französischen Kultusministeriums
- Monuments historiques (Objekte) in Saint-Lambert-du-Lattay in der Base Palissy des französischen Kultusministeriums